# Fulvius Felix
Fulvius Felix (sein Praenomen ist nicht bekannt) war ein im 3. Jahrhundert n. Chr. lebender Angehöriger des römischen Ritterstandes (Eques).
Durch eine Weihinschrift, die beim Kastell Longovicium gefunden wurde und die auf 201/230 datiert wird, ist belegt, dass Felix Präfekt der Cohors I Lingonum equitata war, die zu diesem Zeitpunkt in der Provinz Britannia stationiert war.